# Olympic Airlines
Olympic Airlines (Grieks: Ολυμπιακές Αερογραμμές) was de nationale luchtvaartmaatschappij van Griekenland.

## Geschiedenis
Olympic Airlines werd opgericht in 1946 als TAE Greek National Airlines. In 1948 werd Hellenic Air Transport toegevoegd aan deze maatschappij en in 1951 werd de naam National Greek Airlines. In 1956 nam Aristoteles Onassis de maatschappij over en doopte hij de maatschappij om in Olympic Airways. In 1975 werd Olympic Airways genationaliseerd. In 2003 werd de naam gewijzigd in Olympic Airlines.
Op 14 september 2005 werd de Griekse regering door de Europese Commissie gedwongen om 150 miljoen euro onterecht verleende staatssteun terug te vorderen. In maart 2009 werd bekend dat de Griekse overheid had besloten de luchtvaartmaatschappij te privatiseren. Marfin Investment Group richtte het nieuwe Olympic Air op, die delen van Olympic Airlines overnam. Deze luchtvaartmaatschappij is echter niet de juridische opvolger.

## Vloot
De vloot van Olympic Airlines bestond in januari 2011 uit de volgende vliegtuigen:
- 1 Airbus A300-600
- 4 Airbus A340-300
- 7 ATR 72-200
- 6 ATR 42-300
- 3 Boeing 737-300
- 15 Boeing 737-400
- 4 Bombardier DHC8-100